# Olympische Sommerspiele 2024/Teilnehmer (Individuelle Neutrale Athleten)
| Gelbes Symbol für Goldmedaillen mit stilisierten Olympischen Ringen | Graues Symbol für Silbermedaillen mit stilisierten Olympischen Ringen | Braundes Symbol für Bronzemedaillen mit stilisierten Olympischen Ringen |
| ------------------------------------------------------------------- | --------------------------------------------------------------------- | ----------------------------------------------------------------------- |
| 1                                                                   | 3                                                                     | 1                                                                       |

Individuelle Neutrale Athleten mit dem olympischen Kürzel AIN (französisch für Athlètes Individuels Neutres) war der Name einer Mannschaft für russische und belarussische Athleten bei den Olympischen Sommerspielen 2024.
Aufgrund der Suspendierung des russischen und belarussischen Olympischen Komitees wegen des russischen Überfalls auf die Ukraine verkündete das Internationale Olympische Komitee am 8. Dezember 2023, dass Athleten aus Russland und Belarus nur als neutrale Athleten startberechtigt waren. Athleten in Mannschaftssportarten waren nicht zugelassen.
Voraussetzungen für die Teilnahme waren, wie bei allen Teilnehmern, dass der Athlet sich für die Sommerspiele sportlich qualifiziert hatte, die Anti-Doping-Richtlinien erfüllte und sich schriftlich zur Olympischen Charta bekannte. Hinzu kam bei den russischen und belarussischen Athleten, dass sie keine Verbindung zur Armee und den Sicherheitsorganen der beiden Staaten haben durften. Über die Zulassung entschied ein eigens hierfür errichtetes Gremium.
Medaillen der Mannschaft der Individuellen Neutralen Athleten werden aufgrund einer vom IOC vorab beschlossenen Maßnahme nicht im Medaillenspiegel geführt.

## Mitglieder der Mannschaft
| Name                    | Herkunftsland | Sportart        | Disziplin                                  |
| ----------------------- | ------------- | --------------- | ------------------------------------------ |
| Jekaterina Alexandrowa  | Russland      | Tennis          | Einzel Doppel                              |
| Mirra Andrejewa         | Russland      | Tennis          | Einzel Doppel                              |
| Wijaleta Bardsilouskaja | Belarus       | Trampolinturnen | Einzel                                     |
| Anschela Bladzewa       | Russland      | Trampolinturnen | Einzel                                     |
| Abubakar Chaslachanau   | Belarus       | Ringen          | Griechisch-römischer Stil bis 97 kg        |
| Tamara Dronowa          | Russland      | Radsport        | Straßenrennen                              |
| Georgi Gurzijew         | Belarus       | Taekwondo       | Fliegengewicht (bis 58 kg)                 |
| Aljona Iwantschenko     | Russland      | Radsport        | Straßenrennen                              |
| Tazzjana Klimowitsch    | Belarus       | Rudern          | Einer                                      |
| Alexei Korowaschkow     | Russland      | Kanu            | C2 500 m                                   |
| Pawel Kotow             | Russland      | Tennis          | Einzel                                     |
| Uladsislau Krawez       | Belarus       | Kanu            | K1 1000 m                                  |
| Iwan Litwinowitsch      | Belarus       | Trampolinturnen | Einzel                                     |
| Daniil Medwedew         | Russland      | Tennis          | Einzel Doppel                              |
| Sachar Petrow           | Russland      | Kanu            | C1 1000 m C2 500 m                         |
| Aljaksandra Pjatrowa    | Belarus       | Schießen        | 25 m Sportpistole                          |
| Olessja Romassenko      | Russland      | Kanu            | C1 200 m                                   |
| Roman Safiullin         | Russland      | Tennis          | Einzel Doppel                              |
| Jauhen Salaty           | Belarus       | Rudern          | Einer                                      |
| Anastassija Schkurdaj   | Belarus       | Schwimmen       | 100 m Rücken 200 m Rücken                  |
| Diana Schneider         | Russland      | Tennis          | Einzel Doppel                              |
| Ilja Schymanowitsch     | Belarus       | Schwimmen       | 100 m Brust                                |
| Alina Smuschka          | Belarus       | Schwimmen       | 100 m Brust 200 m Brust                    |
| Jewgeni Somow           | Russland      | Schwimmen       | 50 m Freistil 100 m Brust                  |
| Gleb Syriza             | Russland      | Radsport        | Straßenrennen Einzelzeitfahren             |
| Julija Truschkina       | Belarus       | Kanu            | C1 200 m                                   |
| Darja Tschuprys         | Belarus       | Schießen        | 50 m Kleinkalibergewehr Dreistellungskampf |
| Sjusanna Walodska       | Belarus       | Gewichtheben    | Klasse bis 71 kg                           |
| Jelena Wesnina          | Russland      | Tennis          | Doppel                                     |
| Hanna Zerach            | Belarus       | Radsport        | Straßenrennen Einzelzeitfahren             |
| Jauheni Zichanzou       | Belarus       | Gewichtheben    | Klasse bis 102 kg                          |

## Teilnehmer nach Sportarten

### Gewichtheben
| Athleten          | Wettbewerb        | Reißen  | Reißen | Stoßen  | Stoßen | Zweikampf | Zweikampf | Rang   |
| Athleten          | Wettbewerb        | Gewicht | Rang   | Gewicht | Rang   | Gewicht   | Rang      | Rang   |
| ----------------- | ----------------- | ------- | ------ | ------- | ------ | --------- | --------- | ------ |
| Frauen            |                   |         |        |         |        |           |           |        |
| Sjusanna Walodska | Klasse bis 71 kg  | 111 kg  | 5      | 135 kg  | 4      | 246 kg    | 4         | 4      |
| Männer            |                   |         |        |         |        |           |           |        |
| Jauheni Zichanzou | Klasse bis 102 kg | 183 kg  | 4      | 219 kg  | 3      | 402 kg    | 3         | Bronze |

### Kanu

#### Kanurennsport
| Athleten                          | Wettbewerb | Vorlauf     | Vorlauf | Viertelfinale | Viertelfinale | Halbfinale    | Halbfinale    | A/B-Finale    | A/B-Finale    | Rang |
| Athleten                          | Wettbewerb | Zeit        | Rang    | Zeit          | Rang          | Zeit          | Rang          | Zeit          | Rang          | Rang |
| --------------------------------- | ---------- | ----------- | ------- | ------------- | ------------- | ------------- | ------------- | ------------- | ------------- | ---- |
| Frauen                            |            |             |         |               |               |               |               |               |               |      |
| Olessja Romassenko                | C1 200 m   | 49,83 s     | 5       | 47,92 s       | 4             | ausgeschieden | ausgeschieden | ausgeschieden | ausgeschieden | 18   |
| Julija Truschkina                 | C1 200 m   | 46,15 s     | 2       | —             | —             | 45,32 s       | 2             | 44,83 s       | 5             | 5    |
| Männer                            |            |             |         |               |               |               |               |               |               |      |
| Sachar Petrow                     | C1 1000 m  | 3:49,86 min | 2       | —             | —             | 3:45,99 min   | 3             | 3:45,28 min   | 4             | 4    |
| Alexei Korowaschkow Sachar Petrow | C2 500 m   | 1:38,65 min | 1       | —             | —             | 1:39,57 min   | 1             | 1:41,27 min   | 4             | 4    |
| Uladsislau Krawez                 | K1 1000 m  | 3:32,07 min | 2       | —             | —             | 3:29,64 min   | 4             | 3:28,10 min   | 4             | 4    |

### Radsport

#### Straße
| Athleten            | Wettbewerb       | Zeit         | Rang |
| ------------------- | ---------------- | ------------ | ---- |
| Frauen              |                  |              |      |
| Aljona Iwantschenko | Straßenrennen    | 4:10:47 h    | 72   |
| Tamara Dronowa      | Straßenrennen    | 4:07:16 h    | 47   |
| Tamara Dronowa      | Einzelzeitfahren | 43:42,16 min | 21   |
| Hanna Zerach        | Straßenrennen    | 4:10:18 h    | 61   |
| Hanna Zerach        | Einzelzeitfahren | 44:57,20 min | 29   |
| Männer              |                  |              |      |
| Gleb Syriza         | Straßenrennen    | DNF          | DNF  |
| Gleb Syriza         | Einzelzeitfahren | 40:33,30 min | 31   |

### Ringen

#### Freistil
Legende: G = Gewonnen, V = Verloren, S = Schultersieg
| Athleten                     | Wettbewerb       | Achtelfinale | Achtelfinale | Viertelfinale | Viertelfinale | Halbfinale    | Halbfinale    | Hoffnungsrunde Halbfinale | Hoffnungsrunde Halbfinale | Hoffnungsrunde Finale | Hoffnungsrunde Finale | Finale        | Finale        | Rang |
| Athleten                     | Wettbewerb       | Gegner       | Ergebnis     | Gegner        | Ergebnis      | Gegner        | Ergebnis      | Gegner                    | Ergebnis                  | Gegner                | Ergebnis              | Gegner        | Ergebnis      | Rang |
| ---------------------------- | ---------------- | ------------ | ------------ | ------------- | ------------- | ------------- | ------------- | ------------------------- | ------------------------- | --------------------- | --------------------- | ------------- | ------------- | ---- |
| Männer                       |                  |              |              |               |               |               |               |                           |                           |                       |                       |               |               |      |
| Mahamedchabib Kadsimahamedau | Klasse bis 74 kg | R. Zhamalov  | 0:8          | ausgeschieden | ausgeschieden | ausgeschieden | ausgeschieden | T. Salkazanov             | 6:6                       | C. Valiev             | 2:12                  | ausgeschieden | ausgeschieden | 9    |

#### Griechisch-römischer Stil
Legende: G = Gewonnen, V = Verloren, S = Schultersieg
| Athleten              | Wettbewerb       | Achtelfinale     | Achtelfinale | Viertelfinale | Viertelfinale | Halbfinale    | Halbfinale    | Hoffnungsrunde Halbfinale | Hoffnungsrunde Halbfinale | Hoffnungsrunde Finale | Hoffnungsrunde Finale | Finale        | Finale        | Rang |
| Athleten              | Wettbewerb       | Gegner           | Ergebnis     | Gegner        | Ergebnis      | Gegner        | Ergebnis      | Gegner                    | Ergebnis                  | Gegner                | Ergebnis              | Gegner        | Ergebnis      | Rang |
| --------------------- | ---------------- | ---------------- | ------------ | ------------- | ------------- | ------------- | ------------- | ------------------------- | ------------------------- | --------------------- | --------------------- | ------------- | ------------- | ---- |
| Männer                |                  |                  |              |               |               |               |               |                           |                           |                       |                       |               |               |      |
| Abubakar Chaslachanau | Klasse bis 97 kg | R. Kobliaschwili | 9:1          | M. Gabr       | 1:4           | ausgeschieden | ausgeschieden | ausgeschieden             | ausgeschieden             | ausgeschieden         | ausgeschieden         | ausgeschieden | ausgeschieden | 7    |

### Rudern
| Athleten             | Wettbewerb | Vorlauf     | Vorlauf | Vorlauf       | Hoffnungslauf / Viertelfinale | Hoffnungslauf / Viertelfinale | Hoffnungslauf / Viertelfinale | Halbfinale  | Halbfinale | Halbfinale    | Finale      | Finale | Rang   |
| Athleten             | Wettbewerb | Zeit        | Rang    | Qualifikation | Zeit                          | Rang                          | Qualifikation                 | Zeit        | Rang       | Qualifikation | Zeit        | Rang   | Rang   |
| -------------------- | ---------- | ----------- | ------- | ------------- | ----------------------------- | ----------------------------- | ----------------------------- | ----------- | ---------- | ------------- | ----------- | ------ | ------ |
| Frauen               |            |             |         |               |                               |                               |                               |             |            |               |             |        |        |
| Tazzjana Klimowitsch | Einer      | 7:34,31 min | 2       | Viertelfinale | 7:34,30 min                   | 3                             | Halbfinale A/B                | 7:26,56 min | 5          | Finale B      | 7:25,61 min | 5      | 8      |
| Männer               |            |             |         |               |                               |                               |                               |             |            |               |             |        |        |
| Jauhen Salaty        | Einer      | 6:51,45 min | 1       | Viertelfinale | 6:49,27 min                   | 1                             | Halbfinale A/B                | 6:39,01 min | 2          | Finale A      | 6:42,96 min | 2      | Silber |

### Schießen
| Athleten             | Wettbewerb                                 | Qualifikation   | Qualifikation | Finale          | Finale        |
| Athleten             | Wettbewerb                                 | Ringe/ Scheiben | Rang          | Ringe/ Scheiben | Rang          |
| -------------------- | ------------------------------------------ | --------------- | ------------- | --------------- | ------------- |
| Frauen               |                                            |                 |               |                 |               |
| Aljaksandra Pjatrowa | 25 m Sportpistole                          | 566             | 39            | ausgeschieden   | ausgeschieden |
| Darja Tschuprys      | 50 m Kleinkalibergewehr Dreistellungskampf | 579             | 24            | ausgeschieden   | ausgeschieden |

### Schwimmen
| Athleten              | Wettbewerb    | Vorlauf     | Vorlauf | Halbfinale    | Halbfinale    | Finale        | Finale        | Rang |
| Athleten              | Wettbewerb    | Zeit        | Rang    | Zeit          | Rang          | Zeit          | Rang          | Rang |
| --------------------- | ------------- | ----------- | ------- | ------------- | ------------- | ------------- | ------------- | ---- |
| Frauen                |               |             |         |               |               |               |               |      |
| Anastassija Schkurdaj | 100 m Rücken  | 1:00,94 min | 20      | ausgeschieden | ausgeschieden | ausgeschieden | ausgeschieden | 20   |
| Anastassija Schkurdaj | 200 m Rücken  | 2:09,64 min | 7       | 2:08,79 min   | 8             | 2:10,23 min   | 8             | 8    |
| Alina Smuschka        | 100 m Brust   | 1:06,37 min | 11      | 1:05,93 min   | 5             | 1:06,54 min   | 8             | 8    |
| Alina Smuschka        | 200 m Brust   | 2:28,19 min | 21      | ausgeschieden | ausgeschieden | ausgeschieden | ausgeschieden | 21   |
| Männer                |               |             |         |               |               |               |               |      |
| Jewgeni Somow         | 50 m Freistil | 23,43 s     | 44      | ausgeschieden | ausgeschieden | ausgeschieden | ausgeschieden | 44   |
| Jewgeni Somow         | 100 m Brust   | 59,83 s     | 13      | 1:00,00 min   | 13            | ausgeschieden | ausgeschieden | 13   |
| Ilja Schymanowitsch   | 100 m Brust   | 59,25 s     | 3       | 59,45 s       | 10            | ausgeschieden | ausgeschieden | 10   |

### Taekwondo
| Männer          |                  |          |          |               |               |               |               |               |               |               |               |    |
| Georgi Gurzijew | Klasse bis 58 kg | C. Ravet | 6:7, 3:5 | ausgeschieden | ausgeschieden | ausgeschieden | ausgeschieden | ausgeschieden | ausgeschieden | ausgeschieden | ausgeschieden | 11 |

### Tennis
| Athleten                              | Wettbewerb | 1. Runde                    | 1. Runde          | 2. Runde         | 2. Runde      | Achtelfinale                | Achtelfinale  | Viertelfinale                | Viertelfinale | Halbfinale                   | Halbfinale    | Finale / Platz 3       | Finale / Platz 3 | Rang   |
| Athleten                              | Wettbewerb | Gegner                      | Ergebnis          | Gegner           | Ergebnis      | Gegner                      | Ergebnis      | Gegner                       | Ergebnis      | Gegner                       | Ergebnis      | Gegner                 | Ergebnis         | Rang   |
| ------------------------------------- | ---------- | --------------------------- | ----------------- | ---------------- | ------------- | --------------------------- | ------------- | ---------------------------- | ------------- | ---------------------------- | ------------- | ---------------------- | ---------------- | ------ |
| Frauen                                |            |                             |                   |                  |               |                             |               |                              |               |                              |               |                        |                  |        |
| Jekaterina Alexandrowa                | Einzel     | Yuan Y.                     | 5:7, 7:60, 2:6    | ausgeschieden    | ausgeschieden | ausgeschieden               | ausgeschieden | ausgeschieden                | ausgeschieden | ausgeschieden                | ausgeschieden | ausgeschieden          | ausgeschieden    | 33     |
| Mirra Andrejewa                       | Einzel     | M. Linette                  | 3:6, 4:6          | ausgeschieden    | ausgeschieden | ausgeschieden               | ausgeschieden | ausgeschieden                | ausgeschieden | ausgeschieden                | ausgeschieden | ausgeschieden          | ausgeschieden    | 33     |
| Diana Schneider                       | Einzel     | E. Cocciaretto              | 6:2, 7:5          | Wang X.          | 3:6, 1:6      | ausgeschieden               | ausgeschieden | ausgeschieden                | ausgeschieden | ausgeschieden                | ausgeschieden | ausgeschieden          | ausgeschieden    | 17     |
| Jekaterina Alexandrowa Jelena Wesnina | Doppel     | K. Muchová / L. Nosková     | 6:2, 6:75, [6:10] | —                | —             | ausgeschieden               | ausgeschieden | ausgeschieden                | ausgeschieden | ausgeschieden                | ausgeschieden | ausgeschieden          | ausgeschieden    | 17     |
| Diana Schneider Mirra Andrejewa       | Doppel     | O. Gadecki / A. Tomljanović | 6:3, 2:6, [10:6]  | —                | —             | G. Dabrowski / L. Fernandez | 6:4, 6:0      | B. Krejčíková / K. Siniaková | 6:1, 7:5      | C. Bucșa / S. Sorribes Tormo | 6:1, 6:2      | S. Errani / J. Paolini | 6:2, 1:6, [7:10] | Silber |
| Männer                                |            |                             |                   |                  |               |                             |               |                              |               |                              |               |                        |                  |        |
| Pawel Kotow                           | Einzel     | S. Wawrinka                 | 1:6, 1:6          | ausgeschieden    | ausgeschieden | ausgeschieden               | ausgeschieden | ausgeschieden                | ausgeschieden | ausgeschieden                | ausgeschieden | ausgeschieden          | ausgeschieden    | 33     |
| Daniil Medwedew                       | Einzel     | R. Hijikata                 | 6:2, 6:1          | S. Ofner         | 6:2, 6:2      | F. Auger-Aliassime          | 3:6, 6:75     | ausgeschieden                | ausgeschieden | ausgeschieden                | ausgeschieden | ausgeschieden          | ausgeschieden    | 9      |
| Roman Safiullin                       | Einzel     | A. Tabilo                   | 6:4, 6:4          | T. M. Etcheverry | 6:0, 7:61     | C. Alcaraz                  | 4:6, 2:6      | ausgeschieden                | ausgeschieden | ausgeschieden                | ausgeschieden | ausgeschieden          | ausgeschieden    | 9      |
| Daniil Medwedew Roman Safiullin       | Doppel     | K. Krawietz / T. Pütz       | 4:6, 4:6          | —                | —             | ausgeschieden               | ausgeschieden | ausgeschieden                | ausgeschieden | ausgeschieden                | ausgeschieden | ausgeschieden          | ausgeschieden    | 17     |
| Mixed                                 |            |                             |                   |                  |               |                             |               |                              |               |                              |               |                        |                  |        |
| Mirra Andrejewa Daniil Medwedew       | Doppel     | —                           | —                 | —                | —             | S. Errani / A. Vavassori    | 3:6, 2:6      | ausgeschieden                | ausgeschieden | ausgeschieden                | ausgeschieden | ausgeschieden          | ausgeschieden    | 9      |

### Turnen

#### Trampolinturnen
| Athleten                | Wettbewerb | Qualifikation | Qualifikation | Finale | Finale | Rang   |
| Athleten                | Wettbewerb | Punkte        | Rang          | Punkte | Rang   | Rang   |
| ----------------------- | ---------- | ------------- | ------------- | ------ | ------ | ------ |
| Frauen                  |            |               |               |        |        |        |
| Wijaleta Bardsilouskaja | Einzel     | 56,340        | 2             | 56,060 | 2      | Silber |
| Anschela Bladzewa       | Einzel     | 55,710        | 4             | 55,020 | 5      | 5      |
| Männer                  |            |               |               |        |        |        |
| Iwan Litwinowitsch      | Einzel     | 63,420        | 1             | 63,090 | 1      | Gold   |